# The Peel Sessions 1991-2004
The Peel Sessions - 1991-2004 è una raccolta di brani registrati dal vivo della cantautrice britannica PJ Harvey pubblicata nel 2006.

## Descrizione
Il disco contiene 12 brani registrati tra il 1991 e il 2004 durante varie partecipazioni di PJ Harvey alle famose Peel Session, i momenti musicali inseriti all'interno del programma radiofonico della BBC radio del Dj John Peel (leggendario presentatore britannico scomparso nel 2004).
Non tutte le canzoni presenti nel disco sono stati singoli o successi della cantautrice. Alcune sono infatti B-side dei primi anni novanta o primissime versioni di canzoni registrate in studio successivamente. Alcune pezzi sono interpretati in versione acoustic, mentre altre in versione "elettrica".

## Tracce
1. Oh, My Lover... - (PJ Harvey) (1)
2. Victory - (PJ Harvey) (1)
3. Sheela-na-gig - (PJ Harvey) (1)
4. Water - (PJ Harvey) (1)
5. Naked Cousin - (PJ Harvey) (2)
6. Wang Dang Doodle - (Willie Dixon) (2)
7. Losing Ground - (Rainer Ptacek) (3)
8. Snake - (PJ Harvey) (3)
9. That Was My Veil - (PJ Harvey, John Parish) (4)
10. This Wicked Tongue - (PJ Harvey) (4)
11. Beautiful Feeling - (PJ Harvey) (4)
12. You Come Through - (PJ Harvey) (5)

- (1) Peel Session del 29 ottobre 1991
- (2) Peel Session del 2 marzo 1993
- (3) Peel Session del 5 settembre 1996
- (4) Peel Session del 10 novembre 2000
- (5) John Peel Tribute 16 dicembre 2004